# رواية مصورة

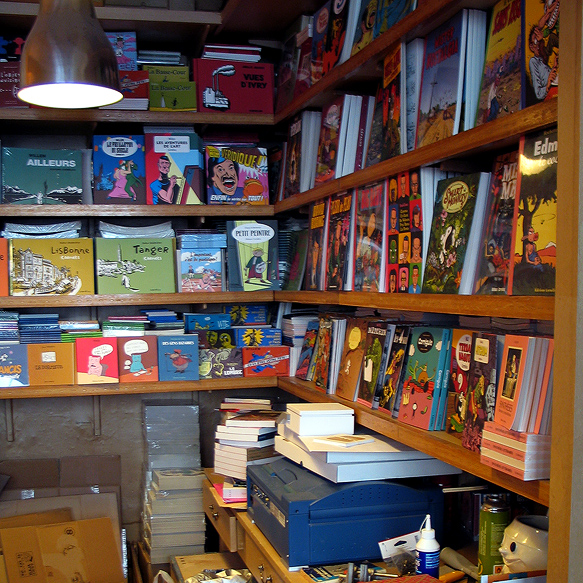

الرواية المصورة (بالإنجليزية: Graphic novel)‏ هي كتاب روائي يتألف من محتوى صوريّ. على الرغم من أن كلمة «رواية» عادة ما تشير إلى الأعمال الخيالية الطويلة، إلا أن مصطلح «الرواية المصورة» يُطبَّق على نطاق واسع ويشمل كلًا من الأعمال الخيالية، وغير الخيالية، والأعمال المختارة. ويتميز عن مصطلح «الكتاب الهزلي»، كون الأخير يصدر على شكل مجلات مصورة دورية.
صاغ المؤرخ ريتشارد كايل مصطلح «رواية مصورة» في مقال نُشر في عدد نوفمبر من مجلة  كابا-ألفا عام 1964. اكتسب هذا المصطلح شعبية في مجتمع الكوميديا بعد نشر ويل إيسنر لروايته المصورة عقد مع الإله (1978) وبداية رواية مارفل المصورة (1982)، أصبحت مألوفة للجمهور في أواخر عام 1980 بعد النجاحات التجارية للمجلد الأول للرواية المصورة «الفأر» لأرت سابيجلمان في عام 1968 وعدد من الطبعات التي جُمعت للرواية المصورة «عودة فارس الظلام» للكاتب فرانك ميلر في عام 1986 ورواية «واتشمن» لكلٍ من آلان مور وديف غيبونز في عام 1987. وقد بدأت مجموعة دراسة صناعة الكتب باستخدام «الرواية المصورة» كفئة في محلات الكتب عام 2001.

## التعريف
لم يُعرّف المصطلح بدقة، على الرغم من أن تعريف قاموس ميريام وبستر الكامل هو «قصة خيالية تُقدّم في شكل شريط كوميدي وتنشر ككتاب»، في حين قُدّم أبسط تعريف لها على أنه «رسومات كرتونية تحكي قصة وتنشر ككتاب». أما في تجارة النشر، فيمتد المصطلح إلى المادة التي لا يمكن اعتبارها رواية؛ وتُنتج في وسط آخر. وهي مجموعات من الكتب الكوميدية التي لا تشكل قصة مستمرة، أو مقتطفات أو مجموعات من القطع غير المترابطة، وحتى غير الخيالية التي تجري تعبئتها من قبل المكتبات باسم «الروايات المصورة» (على غرار الطريقة التي تتم بها تضمين القصص الدرامية في الكتب «الهزلية»). ويستخدم المصطلح أحيانًا للتمييز بين الأعمال التي تُنشأ كقصص مستقلة، على عكس مجموعات أو تجميعات قوس القصة من سلسلة كتب هزلية منشورة في شكل كتاب.
في أوروبا القارية، منذ نهاية القرن التاسع عشر، نُشرت كل من القصص الأصلية مثل لا ريفولتا دي راشي (1967) للكاتب جودو بوزيلي، ومجموعات من الرسوم الهزلية، في مجلدات ذات غلاف فني، غالبًا ما سُمّيت «ألبومات»، (بما في ذلك سلسلة الكاريكاتير الفرنسية البلجيكية مغامرات تان تان في الثلاثينيات من القرن العشرين).

## تاريخها
مع مناقشة التعريف الدقيق للرواية المصورة، تُعدّ أصول صياغتها مفتوحة للتفسير.
تعتبر مغامرات أوبادياه أولودبوك أقدم مثال أمريكي معترف به للرسوم الهزلية. وكانت نشأتها بعنوان فرنسي Histoire de M. Vieux Bois عام 1828 من قبل رسام الكاريكاتير السويسري رودولف توبفر، ونُشرت لأول مرة بالترجمة الإنجليزية عام 1841 في لندن بواسطة دار النشر تيلت آند بوغ، والتي استخدمت طبعة مجلة قرصان باريس عام 1833. نُشرت الطبعة الأمريكية الأولى في عام 1842 من قبل ويلسون وشركائه في مدينة نيويورك باستخدام لوحات الطباعة الأصلية في عام 1841. من السلاسل المبكرة الأخرى رحلة جيرميا سيديلباك إلى ديغينز الذهبية للأخوين جاي. إي. د. ود. إف. ريد، مستوحاة من مغامرات أوبادياه أولودبوك. في عام 1894، طرح كاران داش فكرة «الرواية المصورة» في رسالة إلى صحيفة لو فيغارو وبدأ العمل في كتاب «من دون كلمات»، من 360 صفحة (لم ينشر قط). في الولايات المتحدة هناك تقليد عريق يتعلق بإعادة إصدار قصص هزلية نشرت سابقاً على صيغة كتاب. في عام 1897 نشرت هيرست للنشر مجموعة الطفل الأصفر من قبل ريتشارد أوتكاولت، وسرعان ما أصبح أفضل الكتب مبيعًا.

### من عقد 1960 إلى عقد 1960
شهدت عشرينيات القرن العشرين إحياء تقليد النقوش الخشبية الذي يعود إلى العصور الوسطى، حيث استشهد البلجيكي فرانز ماسيريل بأنه «الملك بلا منازع» لهذا الإحياء. ومن ضمن أعماله «رحلة عاطفية (1919)». كما قد عمل الأمريكي ليند وارد أيضًا بهذا التقليد، حيث نشر «رجل الآلهة» في عام 1929 واستمر في نشر المزيد خلال ثلاثينيات القرن العشرين.
من الأمثلة النموذجية الأخرى في هذه الفترة: «لقد قام بخطئها (1930)» للأمريكي رسام الكاريكاتير ميلت جروس، وهي عبارة عن قصة مصورة من دون كلمات نُشرت على هيئة غلاف كتاب فني. ورواية أسبوع من التعاطف، وهي عبارة عن سلسلة من القصص المصورة للرسام السريالي ماكس إرنست. ومثل ذلك، «الحياة؟ أو المسرح؟» للرسامة شارلوته زالومون والتي تجمع كلًا من الصور والسرد والتعليقات التوضيحية.[بحاجة لمصدر]
شهدت الأربعينيات من القرن الماضي إطلاق الكلاسيكيات المصورة، وهي سلسلة من الكتب الهزلية التي قامت في الأساس بتكييف روايات المجال العام في كتب كوميدية مستقلة للقراء الشباب. المواطن 13360، وهي رواية مصورة، نُشرت في عام 1946، توضح اعتقال اليابانيين خلال الحرب العالمية الثانية. في عام 1947 قامت مجلة الهزلية فوسيت بنشر الرواية المصورة رقم 1 : «أناركو، دكتاتور الموت»، وهي عبارة عن كوميديا مكونة من 52 صفحة مخصصة لقصة واحدة. في عام 1950، أنتجت دار نشر إس تي. جون. رواية مصورة موجهة للبالغين ذات حجم صغير يدعى «صيغة الهضم»، بعنوان «يتناغم مع لوست». متأثرة بفيلم نوار عن حياة ستيلتاون، من بطولة صهباء ماكرة متلاعبة تدعى روست. توصف على غلافها بأنها «رواية أصلية كاملة الطول»، جرى تقليصها من قبل الكاتب المستعار «دريك والر» (أرنولد دريك وليزلي والر). مبدئيًا أثبت كل من مات بيكر، وإينكر راي أوسرين نجاحًا كافيًا ليقوموا برواية مصورة ثانية لا تمت بصلة لغيرها، وهي «قضية غمزة بوذا» للروائي في مجلة اللب مانينغ لي ستوكس والرسام تشارلز راب. كتبت ورسمت الرواية التنبؤية المصورة متعددة القصص للروائي ويل إيزنر، من قبل رسام الكاريكاتير هارفي كورتزمان، بهيئة أربعة أجزاء طُرحت في السوق بعنوان كتاب الأدغال لهارفي كورتزمان، نشرت في عام 1959.
بحلول أواخر الستينيات، أصبح مؤلفو الكتب المصورة الأمريكية أكثر مغامرة مع شكل الرواية. نشر كل من غيل كين وآرشي غودوين رواية كوميدية على شكل مجلة مكونة من 40 صفحة، بعنوان "اسمه...سافاج (مغامرة منزل الصحفي) في عام 1968، وهو العام نفسه، الذي نشرت فيه دار نشر مارفل إصدارين من سبايدرمان الرائع بنفس الصيغة. وكذلك يزعم المؤرخ وكاتب القصص المصورة ستيفن غرانت أن قصة دكتور سترينج أو الدكتور الغريب في حكايات غريبة لكل من ستان لي وستيف ديتكو، "أول رواية تصويرية أمريكية" على الرغم من نشرها بشكل متسلسل من 1965 إلى 1966. وبالمثل، أشار الناقد جيسون ساكس إلى أن العدد-13، بعنوانه الأول "غضب النمر"، قصة مستقلة، ذات سلسلة من القصص المتعددة، في الفترة من 1973 إلى 1975 ضمن سلسلة النمر الأسود في حركة الأدغال في مارفيل بعنوان "رواية مارفيل الأولى".
في هذه الأثناء، في أوروبا القارية، أدى تقليد جمع المسلسلات من الشرائط الشعبية مثل مغامرات تان تان أو أستريكس إلى روايات طويلة نشرت في البداية على شكل مسلسلات.[بحاجة لمصدر]
بحلول عام 1969، قام المؤلف جون أبدايك، والذي كان يجول في خاطره أن يصبح رسام كاريكاتير في شبابه، بمخاطبة مجتمع بريستول الأدبي، حول نظرية «موت الرواية». وقدم أبدايك أمثلة على مجالات جديدة للروائيين، معلنا أنه لا يرى «سببًا جوهريًا وراء عدم ظهور فنان مزدوج الموهبة يقوم بصنع تحفة فنية للرواية المصورة».

### العصر الحديث
بلاك مارك أو العلامة السوداء (1971)، كتاب مصور عن الخيال العلمي/ والسيف والشعوذة نشرته دار كتب بانتام للكاتبين جيل كين وأرتشي جودوين. في الأصل لم يستخدما هذا المصطلح؛ إذ نُشر لأول مرة على الغلاف الخلفي للطبعة السنوية الثلاثين بعنوان «أول رواية مصورة أمريكية». قدمت أكاديمية فنون الكتاب الهزلي إلى كين جائزة شازام الخاصة عام 1971 لما أسمته «روايته الورقية المصورة». ومهما كانت التسمية، فإن كتاب بلاك مارك أو العلامة السوداء عبارة عن قصة من 119 صفحة من فن الكتب المصورة، مع تسميات توضيحية وكلمات داخل بالونات، نُشرت بتنسيق كتاب تقليدي.

### أول الروايات المصوَّرة ذاتياً: 1976- 1978
في عام 1976، ظهر مصطلح «رواية مصورة» في شكل مطبوع في وصف ثلاثة أعمال منفصلة. وهي بلدستار أو بقعة الدم لريتشارد كوربين (مقتبسة من قصة روبرت هوارد) والذي استخدم هذا المصطلح على كل من غلاف ومقدمة الرواية لتصنيفها. كذلك رواية بيوند تايم آند أكين أو بعد الوقت ومرة أخرى لجورج ميتزجر، على شكل سلسلة من القصص المصورة الناشئة (كوميكس أندر غرواند) 1967 إلى 1972، تحت عنوان فرعي «رواية مصورة» على صفحة العنوان الداخلية عندما تم جمعها ككتاب من غلاف فني مكون من 48 صفحة بالأبيض والأسود، نُشرت بواسطة دار نشر كيلي وويري.
رواية شاندلر: ريد تايد بحجمها الصغير (1976)  للكاتب جيم ستيرانكو، صممت لتباع على أكشاك المجلات، مستخدمًا مصطلح «رواية تصويرية» في مقدمته و«رواية مرئية» على غطائه، على الرغم من أن تشاندلر تعتبر رواية مصورة أكثر من كونها عملًا كوميديًا.
وفي العام التالي عاد تيري نانتير، الذي أمضى سنوات مراهقته في باريس، إلى الولايات المتحدة، وقام بتأسيس فلاينك باتريس للنشر، والتي دُمجت لاحقاً بدار النشر إن.بي.إم (نانتير، بيل، مينوستشين)، قام بنشر راكيت رومبا، وهي عبارة عن محاكاة ساخرة من 50 صفحة، من نوع التحقيق-السوداوي، كتبها ورسمها الفنان الفرنسي لورو. أتبعتها نانتير بنشر «نداء النجوم» لإينكي بلال. وقد قامت الشركة بتسويق هذه الأعمال على أنها «ألبومات مصورة».
جُمعت أول ستة إصدارات للكاتب - الفنان جاك كاتس لعام 1974 من سلسلة كوميكس كوميكس كو. بعنوان المملكة الأولى، كغلاف تجاري (كتب الجيب، مارس 1978)، التي وصفت نفسها بأنها «أول رواية تصويرية». وقد وصفت قضايا الكوميديا نفسها بأنها «النثر المصور»، أو ببساطة بأنها رواية.
وبالمثل، فإن رواية «سابير: تلاشي بطيء للأنواع المهددة بالانقراض»، للكاتب دون ماكغريغور والفنان بول غولايسي (كتب إكليبس، أغسطس 1978) -هي أول رواية بيعت في «السوق المباشر» الذي أنشئ حديثًا في محلات الكتب الكوميدية بالولايات المتحدة- وكان قد أطلق عليها المؤلف في مقابلاته اسم «ألبوم مصور»، رغم أن الناشر أطلق عليها «رواية هزلية» على صفحة ائتمانه. «ألبوم الصور» كان أيضًا المصطلح المستخدم في السنة التالية من قبل جين داي لمجموعته القصصية القصيرة يوم المستقبل (مطبعة فلاينك باتريس).
من أوائل الروايات المصورة الأخرى، وعلى الرغم من أنها لا تحمل أي وصف ذاتي، كانت المتزلج الفضي أو سيلفر سيرفر (كتب سيمون وشوستر/ فايرسايد، أغسطس 1978)، تأليف ستان لي وجاك كيربي من مارفل كوميكس. من الجدير بالذكر، أنها قد نشرت بواسطة ناشر كتاب تقليدي ووُزعت من خلال المكتبات، كما وصف رسام الكاريكاتير جول فيفر روايته  نوبة الغضب (دار النشرألفريد أ. نوبف، 1979) على غلافها بأنها «رواية في صور».